# Godspeed on the Devil's Thunder
Godspeed on the Devil's Thunder è l'ottavo album in studio del gruppo musicale britannico Cradle of Filth, pubblicato il 28 ottobre 2008 dalla Roadrunner Records.

## Il disco
Prodotto dal chitarrista dei Sabbat Andy Sneap (collaboratore del gruppo per l'album Thornography), Godspeed on the Devil's Thunder è un concept album basato sulla vita del serial killer francese Gilles de Rais. Dalle varie interviste i Cradle of Filth hanno fatto trapelare che l'album avrebbe segnato un ritorno alle sonorità di Midian e di Dusk... and Her Embrace e che sarebbe stato molto "estremo", dato anche la drammaticità della vita di Gilles de Rais.
L'album è uscito anche in edizione speciale comprensiva di un secondo CD contenente materiale extra, tra cui una reinterpretazione del brano Into the Crypts of Rays dei Celtic Frost.

## Promozione
Il 27 agosto, sul sito della Roadrunner Records, è stata resa disponibile al download gratuito la canzone Tragic Kingdom.

## Tracce

### Versione Standard
1. In Grandeur and Frankincense Devilment Stirs – 2:27
2. Shat Out of Hell – 5:03
3. The Death of Love – 7:17
4. The 13th Caesar – 5:36
5. Tiffauges – 2:14
6. Tragic Kingdom – 6:00
7. Sweetest Maleficia – 5:59
8. Honey and Sulphur – 5:38
9. Midnight Shadows Crawl to Darken Counsel with Life – 8:59
10. Darkness Incarnate – 8:56
11. Ten Leagues Beneath Contempt – 4:59
12. Godspeed on the Devil's Thunder – 5:37
13. Corpseflower – 2:42

### CD bonus nell'Edizione Speciale
1. Balsamic and Anathema – 6:06
2. A Thousand Hands on the Maid of Ruin – 8:05
3. Into the Crypt of Rays – 4:11 – originariamente interpretata dai Celtic Frost
4. Devil to the Metal – 6:18
5. Courting Baphomet – 5:18
6. The Love of Death (Remix) – 5:13
7. The Death of Love (Demo) – 7:17
8. The 13th Caesar (Demo) – 5:28
9. Dirge Inferno (Live) – 6:46
10. Dusk and Her Embrace (Live) – 5:46

## Formazione
Gruppo
- Dani Filth – voce
- Paul Allender – chitarra
- David Pybus – basso
- Martin "Marthus" Škaroupka – batteria

Coriste
- Sarah Jezebel Deva – voce addizionale
- Carolyn Gretton – voce addizionale

Personale aggiuntivo
- Mark Newby-Robson – tastiera
- Doug Bradley – voce narrante
- Stephen Svanholm – voce baritonale
- Luna Scarlett Davey – voce narrante della bambina